# Vasco da Gama 9–0 Tuna Luso (1984)
Vasco da Gama 9–0 Tuna Luso foi um jogo válido pelo Campeonato Brasileiro de 1984 entre as equipes do Vasco da Gama e da Tuna Luso. Realizada em 19 de fevereiro de 1984 no Estádio de São Januário, a partida teve como destaque os 4 gols do meia Arturzinho, enquanto Marcelo Vita fez 3.
A partida ficou marcada por ser a maior goleada na história do Campeonato Brasileiro Série A, empatada em diferença de gols com Corinthians 10–1 Tiradentes, válida pelo Brasileirão do ano anterior. Considerando todas as divisões, perde ainda para Brasiliense 10–0 Interporto, pela Série D de 2023.
É a quinta maior goleada da história do Estádio de São Januário.

## Primeiro tempo
Sem contar com seu principal jogador, Roberto Dinamite, o Vasco, treinado por Edu Coimbra (irmão de Zico), tomou a iniciativa logo no início: aos 5 minutos, Edevaldo cruzou para Arturzinho fazer seu primeiro gol no jogo. O Cruzmaltino só ampliaria aos 22 minutos, com Geovani cobrando pênalti, e aos 29 o lateral-esquerdo Airton chutou de primeira e fazendo o terceiro gol. O quarto viria aos 40, quando Arturzinho driblou um zagueiro da Tuna Luso e tirou do goleiro Ocimar.

## Segundo tempo
Na segunda etapa, o Vasco repetiria o roteiro do primeiro tempo: Arturzinho roubou a bola do lateral-direito Quaresma e, na cara de Ocimar, mandou uma cavadinha sobre o goleiro da Águia do Souza. Marcelo Vita fez um hat-trick aos 53, aos 54 (aproveitando passes, respectivamente, de Geovani e Arturzinho) e aos 74 minutos.
Arturzinho faria seu quarto gol (e o último da partida) já aos 90 minutos, após driblar 2 zagueiros e bater no contrapé de Ocimar.

## Detalhes da partida
| 19 de fevereiro de 1984 | Vasco da Gama                                                                              | 9 – 0     | Tuna Luso | São Januário, Rio de Janeiro                        |
|                         | Arturzinho 5', 40', 49', 90' · Marcelo Vita 53', 54', 74' · Geovani 22' (pen) · Airton 29' | Relatório |           | Público: 12 855 pagantes Árbitro: Roque José Gallas |

| Vasco da Gama | Tuna Luso |

| Vasco da Gama: |  |                   |  |     |
|                |  |                   |  |     |
| GK             |  | Acácio            |  | ND' |
| LD             |  | Edevaldo          |  |     |
| Z              |  | Nenê Santana      |  | ND' |
| Z              |  | Daniel González   |  |     |
| LE             |  | Airton            |  |     |
| V              |  | Marquinho Carioca |  | ND' |
| V              |  | Pires             |  |     |
| MC             |  | Arturzinho        |  |     |
| MC             |  | Geovani           |  | 77' |
| AT             |  | Marcelo Vita      |  |     |
| AT             |  | Jussiê            |  |     |
| Reservas:      |  |                   |  |     |
| GK             |  | Roberto Costa     |  | ND' |
| AT             |  | Cláudio José      |  | ND' |
| Técnico:       |  |                   |  |     |
| Edu Coimbra    |  |                   |  |     |

| Tuna Luso: |  |                 |     |                                   |
|            |  |                 |     |                                   |
| GK         |  | Ocimar          |     |                                   |
| LD         |  | Quaresma        |     |                                   |
| Z          |  | Bira            |     |                                   |
| Z          |  | Paulo Guilherme |     | 63'                               |
| LE         |  | Mário Vigia     |     |                                   |
| MC         |  | Ondino          |     |                                   |
| MC         |  | Jorginho        |     |                                   |
| MC         |  | Samuel          |     |                                   |
| AT         |  | Miltão          |     |                                   |
| AT         |  | Luís Carlos     |     |                                   |
| AT         |  | Tiago           |     |                                   |
| Reservas:  |  |                 |     |                                   |
| Z          |  | Ronaldo         | 62' | Penalizado · Penalizado · Expulso |
| Técnico:   |  |                 |     |                                   |
| Ari Grecco |  |                 |     |                                   |